# جرج مارشال
جُرج کاتلِد مارشال(به انگلیسی: George Catlett Marshall, Jr) یکی از رهبران نظامی آمریکا بین دو جنگ بزرگ جهانی بود.
او در پست‌های فرمانده ستاد ارتش، وزیر خارجه و وزیر دفاع آمریکا خدمت کرد. به خاطر مدیریت قدرتمند او در جنگ مقابل نیروهای محور که منجر به پیروزی متفقین در جنگ دوم جهانی شد، چرچیل او را «طراح پیروزی» نامید در طول دومین جنگ جهانی، او به عنوان فرمانده جنگی و هم مشاور مستقیم روزِوِلت خدمت می‌کرد. او در زمان وزارت در پست وزیر خارجه به خاطر ارائه طرح مارشال برنده جایزه نوبل صلح (در سال ۱۹۵۳) شد.

## کودکی
او در یک خانواده متوسط در آنینتون پنسیلوانیا به دنیا آمد. او فرزند یکی از تبارهای قدیمی ویرجینیایی‌هایی بود که در پنسیلوانیا سکنی گزیده بودند. او در سال ۱۹۰۱ در مؤسسه نظامی ویرجینیا پذیرفته شد.

## جنگ جهانی اول
پس از فارغ‌التحصیلی از مؤسسه نظامی ویرجینیا به درجه ستوان دومی ارتش آمریکا دست یافت. در طول جنگ جهانی اول چندبار به جبهه‌های ارتش آمریکا در فیلیپین فرستاده شد تا شیوه‌های نوین جنگ را بیاموزد. در طی جنگ با تجربیاتی که کسب کرد توانست در پست‌های حساس طراحی و آموزش شیوه‌های جنگی وارد شود و در همین راستا نیز در سال ۱۹۱۷ برای آموزش لشکر پیاده‌نظام فرانسه عازم آنجا شد. در اواسط سال ۱۹۱۸ ارتقا پیدا کرد و به سرفرماندهی لشکرهای اعزامی آمریکا راه پیدا کرد و توانست در آنجا به عنوان شخصیتی کلیدی در امر طراحی عملیاتهای نظامی ایفای نقش کند. او همچنین در طراحی یورش موس آرگون یکی از طراحان نبرد علیه ارتش آلمان نازی در مرزهای غربی بود.

## بین جنگ اول و دوم جهانی

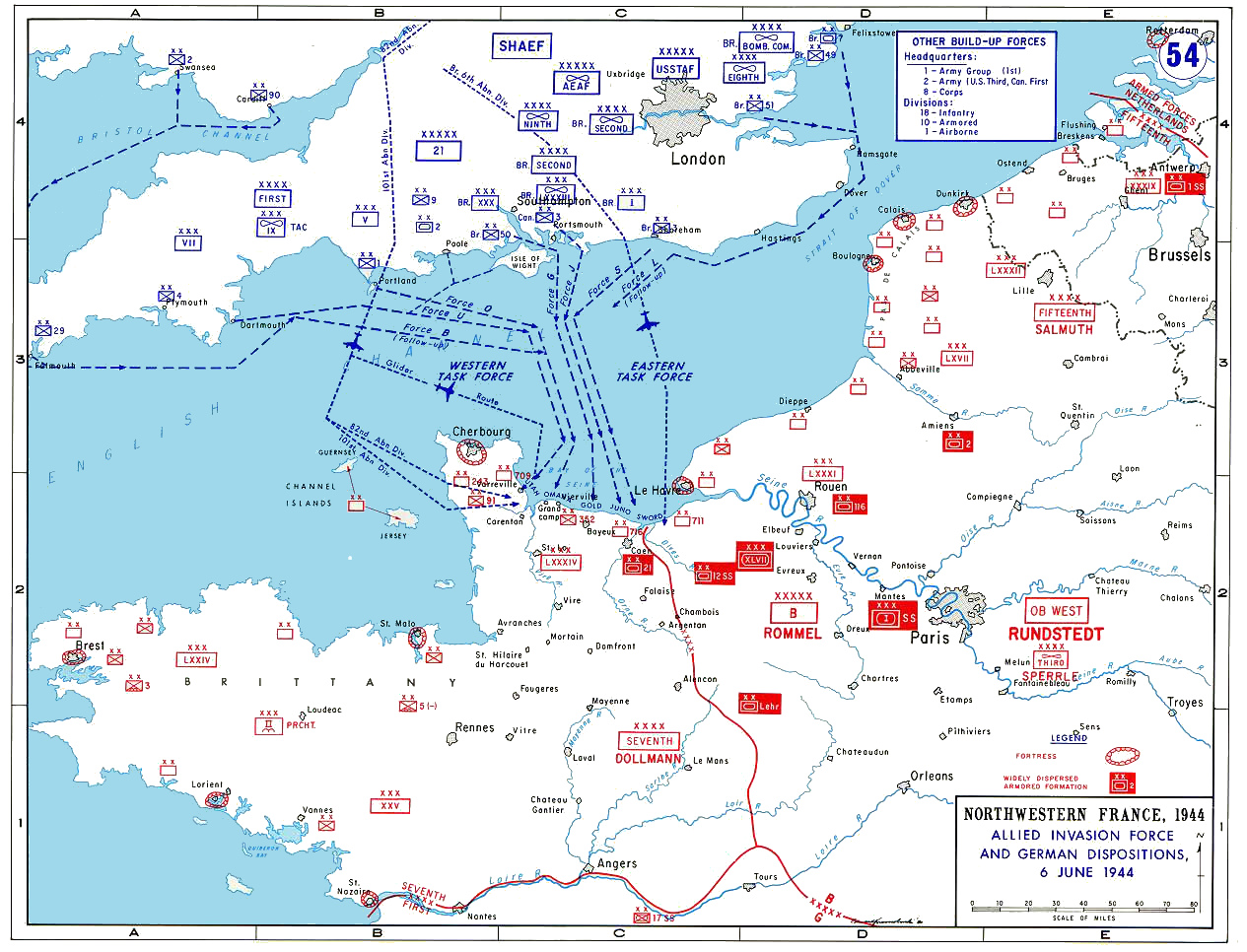
مسیر ورود نیرو های آمریکایی و انگلیسی به آلمان نازی در جنگ جهانی دوم

در سال ۱۹۱۹ به عنوان آجودان مخصوص ژنرال جان جی. پرشینگ انتخاب شد. در بین سالهای ۱۹۲۰ تا ۱۹۲۴ یعنی زمانی که پرشینگ در پست فرمانده ستاد ارتش بود، مارشال در پستهایی که بیشتر جنبه‌های آموزش و طراحی عملیات در نبردهای نوین و مدرن را داشتند، گمارده شد. فعالیت‌های او بین جنگ اول و دوم جهانی به ترتیب طراحی عملیاتهای کلیدی، نویسنده در وزارت جنگ، صرف سه سال در چین و تدریس در دانشکده ارتش بود. از ژوئن ۱۹۳۲ تا ژوئن سال بعد او فرمانده پادگان اسکریون (Fort Screven) در ساحل ساوانا، جورجیا (که امروزه آن را تایبی آیلند، جورجیا می‌نامند) بود. در سال ۱۹۳۴ کتاب «پیاده‌نظام در نبرد» را دربارهٔ درس‌ها و تجربیاتی که از جنگ جهانی اول گرفته بود، نگاشت. این کتاب هنوز هم در موسسات نظامی تدریس می‌شود.
در اکتبر ۱۹۳۶ به درجه سرتیپی رسید و فرمانده پادگان ونکوور در ونکوور، واشینگتن شد و سپس در طی مراسمی در اول سپتامبر ۱۹۳۹ توسط روزولت رئیس‌جمهور وقت آمریکا، به درجه ژنرال تمام ترفیع یافت و این درست روزی بود که نیروهای نظامی آلمان به لهستان تاختند و آتش جنگ جهانی دوم برافروخته شد.

## جنگ دوم جهانی

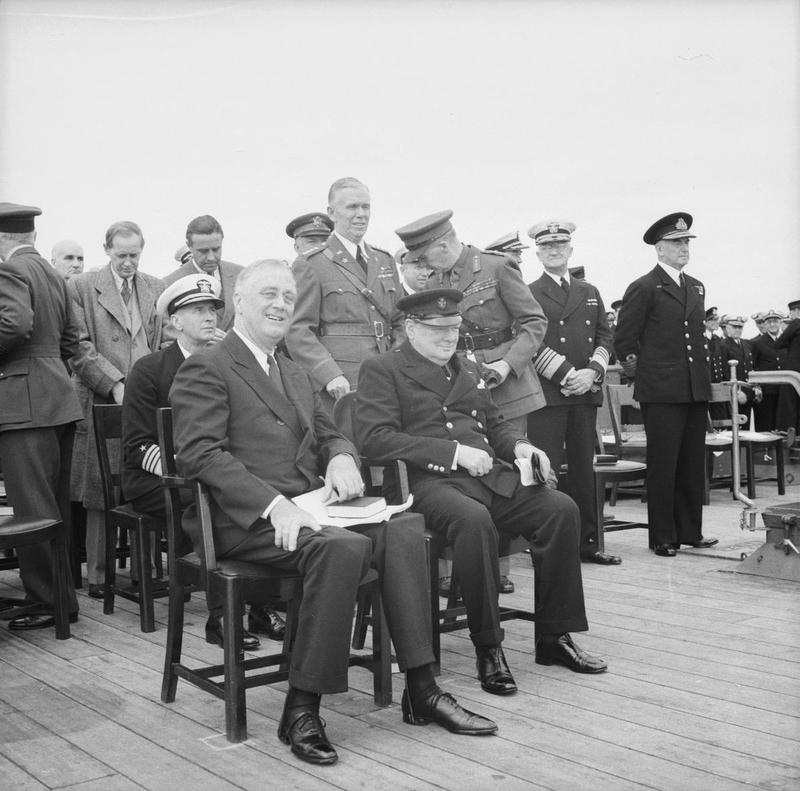
وینستون چرچیل به عنوان نخست‌وزیر ۱۹۴۰–۱۹۴۵ کنفرانس آتلانتیک اوت ۱۹۴۱: نخست‌وزیر چرچیل و رئیس‌جمهور روزولت برای مراسم یکشنبه در عرشه HMS PRINCE OF WALES نشستند.

زمانی که مارشال فرمانده ستاد ارتش شد، به مشکلات عمده ارتش آمریکا آشنا شد. ارتش غیرکارایی را می‌دید متشکل از بیش از ۲۰۰٫۰۰۰ مرد که تناسبی با نبردها و جنگهای نوین نداشتند و آموزشهایشان همه سنتی بودند. پس از دوره کوتاهی مصمم شد که دست به اصلاحاتی در ساختار ارتش بزند و برای همین در عرض سه سال (سال ۱۹۴۲) نفرات ارتش آمریکا را به هشت میلیون افزایش داد. بسیاری از فرماندهان و ژنرال‌های دیگر نیز توسط او به وزارت دفاع پیشنهاد می‌شدند که از میان آن‌ها می‌توان به آیزنهاور و عمر بردلی اشاره کرد.
در دسامبر ۱۹۴۴ نخستین آمریکایی بود که به مقام «ژنرال ارتش» رسید که ژنرالی پنج ستاره و معادل درجه فیلد مارشال در برخی کشورهای دیگر است. او دومین آمریکایی بود که به سطح ژنرال پنج ستاره می‌رسید چون یک روز پیش از او ویلیام لیهی به مقام دریاسالار رسیده بود. در طول جنگ دوم جهانی مارشال که اینک از تجربه بالایی در سازماندهی و طراحی عملیات برای ارتش برخوردار شده بود، بیشتر نبردهای هوایی و متحدین را طراحی کرد. تصور ان بود که او فرمانده عالی عملیات اورلرد خواهد شد اما روزولت، آیزنهاور را در آن پست قرار داد. با اینکه مارشال رابطه نزدیکی با کنگره و خود شخص روزولت داشت، نخواست تا برای کسب این مقام لابی‌گری کند. وقتی نام او برای کسب مقام فرمانده عملیات اورلرد مطرح بود گفته می‌شد که این امر در واقع تنزل مقام است چون او پست فرمانده ستاد ارتش و عضویت در ستاد مشترک را از دست می‌داد. پس از پیروزی‌های متفقین در اروپا و اقیانوس آرام مجله تایم بر او نام «مرد سال ۱۹۴۴» را داد.

## پست وزارت خارجه
رئیس‌جمهور ترومن، مارشال را از ژانویه ۱۹۴۷ تا ژانویه ۱۹۴۹ به وزارت خارجه آمریکا منصوب کرد. از اقدامات مارشال در این پست، ارائه طرح مارشال برای بازسازی اروپا بود. در این دوران همچنین دولت اسرائیل تشکیل شد، مارشال از مخالفان به رسمیت شناختن اسرائیل بود، اما به اصرار ترومن، ایالات متحده بلافاصله دولت اسرائیل را به رسمیت شناخت.

## پست وزارت دفاع
ماه‌های اولیهً جنگ کره به وضوح از ضعف طرح‌ریزی وزارت دفاع آمریکا خبر داد که همین امر باعث شد، ترومن وزیر وقت را برکنار کند و به جای او مارشال را کاندید تصدی این پست بگرداند. او مدت بسیار کمی در آن پست باقی‌ماند و سپس در سال ۱۹۵۱ سیاست را برای همیشه کنار گذاشت. در سال ۱۹۵۳ نیز به عنوان نماینده آمریکا در تاجگذاری ملکه الیزابت دوم شرکت کرد.
در ژوئن ۱۹۵۱ زمانی که جنگ کره بین بیروهای آمریکایی و چینی به بن‌بست خورده بود، یکی از نمایندگان دمکرات سنا به نام جوزف مک‌کارتی علناً به مارشال تاخت و او را متهم کرد که در «از دست دادن چین»، او باعث شد که چین از یک دوست به دشمن تبدیل شود. مکارتی گفت، تنها راه توضیح اینکه چه بلایی بر سر آمریکا در طی این دوره آمد در این سؤال خلاصه شده‌است که چرا آمریکای بعد از جنگ دوم جهانی که به عنوان بزرگ‌ترین قدرت جهان درآمده بود، امروزه اینقدر ضعیف و ناتوان شده‌است و بی شک جواب این سؤال را باید در شیوه رهبری آمریکا جست. این جواب بی شک نمایانگر توطئه ایست بسیار کثیف و در سطحی بسیار بزرگ که کوتوله‌ها آن را ترتیب داده‌اند (منظور مارشال است) و در ادامه گفت، اگر مارشال تنها نادانی بود که کارهایی که انجام شده بود را از روی نادانی انجام داده بود، بی شک، تنها در جایی به منافع کشورش می‌رسید، ولی نرسیده‌است و این بیان می‌کند که توطئه‌ای در کار است.
پس از منازعاتی که رخ داد، حزب دمکرات به نحو بسیار تلخی دو شاخه شد. در سال ۱۹۵۲ آیزنهاور که مشغول تشکیل کمپین برای انتخابات ریاست جمهوری بود نیز برای استفاده سیاسی جانب مک‌کارتی را گرفت و از مارشال و سیاست او در جنگ کره هیچ دفاعی نکرد. اما بر خلاف این وقایع تلخ برای مارشال، در سال ۱۹۵۳ موفق به کسب جایزه نوبل صلح شد که تا به حال بجز او کسی از نظامیان آمریکا آن را به دست نیاورده است. سرانجام او در جمعه ۱۶ اکتبر ۱۹۵۹ وفات یافت و او را در گورستان ملی آرلینگتون به خاک سپردند.